# تیگران موشغیان
تیگران پطروسی موشغیان (ارمنی: Տիգրան Պետրոսի Մուշեղյան؛ زادهٔ ۳۰ اوت ۱۸۸۶ - درگذشته ۲۲ آوریل ۱۹۳۵) یک فیزیولوژیست و استاد دانشگاه اهل ارمنستان که از تاریخ ۱۹۳۰ تا تاریخ ۱۹۳۵ ریاست دانشگاه دولتی ایروان را برعهده داشت

## زندگی‌نامه
در  ۱۱ سپتامبر [سبک قدیمی: ۳۰ اوت] ۱۸۸۶ در واغارشاپات به دنیا آمد و از دانشکده فیزیک و ریاضیات دانشگاه دولتی سنت پترزبورگ (۱۹۱۲) فارغ‌التحصیل شد.  وی در ۲۲ آوریل ۱۹۳۵ در سن ۴۸ سالگی در ایروان درگذشت.

## نگارخانه

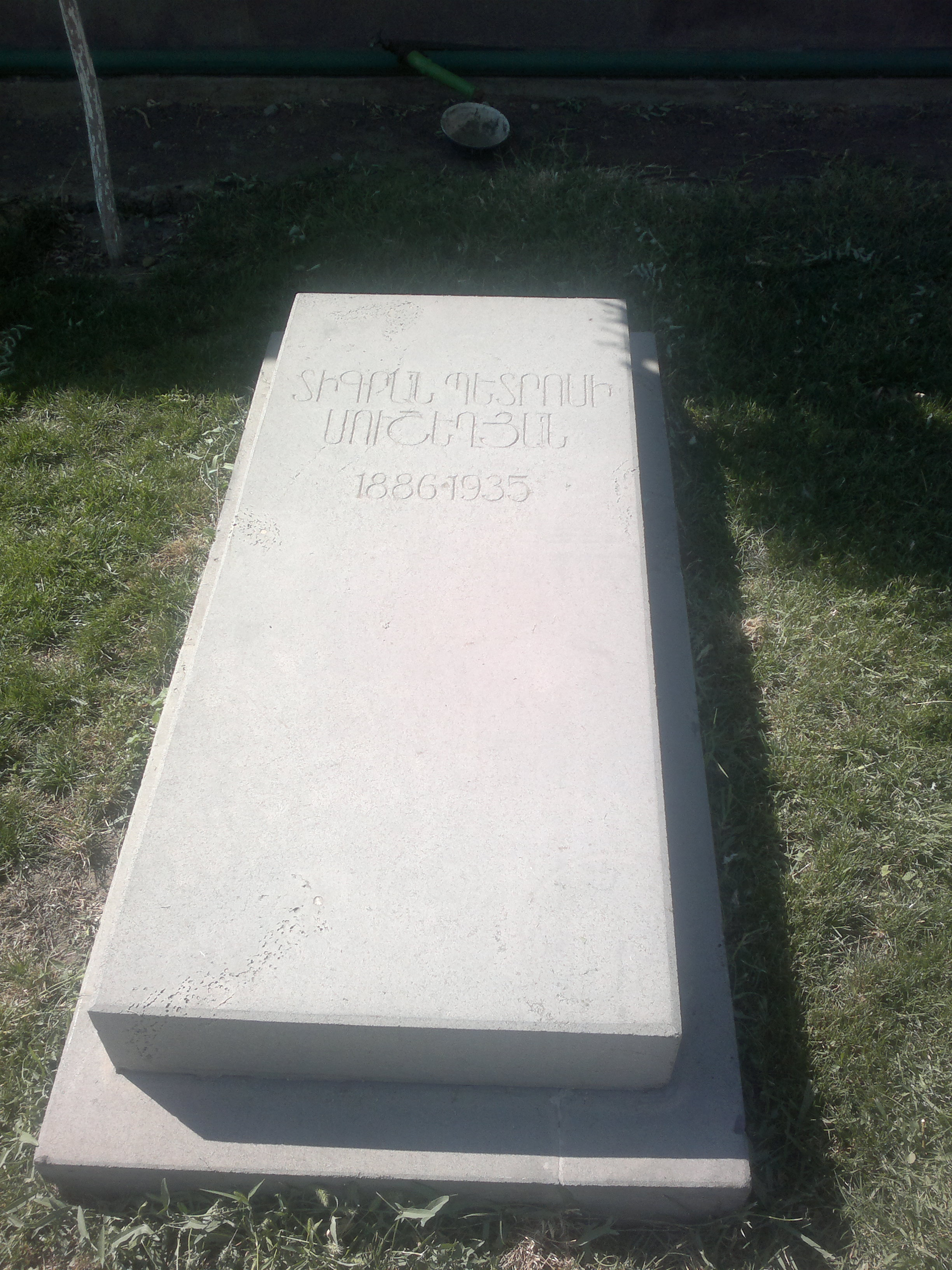
آرامگاه تیگران موشغیان

## یادداشت
1. ↑  ۳۰ اوت Հայկական համառոտ հանրագիտարան
2. ↑  ۲۰ اوت Հայկական Սովետական Հանրագիտարան